# Roman Vishniac
Roman Vishniac (en ruso: Роман Вишняк), (Pávlovsk, 19 de agosto de 1897 - Nueva York, 22 de enero de 1990) fue un fotógrafo, biólogo, coleccionista de arte y profesor de historia del arte ruso-estadounidense. También hizo importantes contribuciones científicas a fotomicroscopía y fotografía a intervalos. Vishniac estaba muy interesado en la historia, especialmente la de sus antepasados, y estaba muy apegado a sus raíces judías; fue un sionista más tarde en la vida.
Roman Vishniac ganó reconocimiento internacional por sus fotos de  shtetlach  y guetos judíos, retratos de celebridades y biología microscópica. Su libro  A Vanished World , publicado en 1983, lo hizo famoso y es una de las documentaciones pictóricas más detalladas de la cultura judía en Europa del Este en la década de 1930. Vishniac también fue recordado por su humanismo y respeto por la vida, sentimientos que se manifiestan en todos los aspectos de su obra.
En 2013, la hija de Vishniac, Mara (Vishniac) Kohn, donó al Centro Internacional de Fotografía las imágenes y los documentos adjuntos que componen los ICP Exposición itinerante "Roman Vishniac Redescubierto".
En octubre de 2018, Kohn donó el archivo de Vishniac de aproximadamente 30 000 artículos, incluidos negativos fotográficos, impresiones, documentos y otros recuerdos que se habían alojado en ICP a la Colección Magnes de Arte y Vida Judía, una unidad de la Universidad de California en Berkeley. sistema de biblioteca.

## Biografía

### Primeros años
Vishniac nació en dacha de sus abuelos en las afueras de San Petersburgo, en la ciudad de Pávlovsk, y creció en Moscú. Vivir en esta ciudad era un derecho concedido a unos pocos judíos pero la familia Vishniac vivía allí porque Solomon Vishniac, el padre de Roman, era un rico fabricante de paraguas, y su madre, Manya, era hija de comerciantes de diamantes adinerados. Vishniac también tenía una hermana, Katja. Durante los meses de verano, la familia Vishniac salió de Moscú, cuando hacía un calor incómodo, y se retiraron a una "dacha" a unas pocas millas de la ciudad.
Cuando era niño, Vishniac estaba fascinado por la biología y la fotografía, y su habitación estaba llena de "plantas, insectos, peces y animales pequeños". En su séptimo cumpleaños, recibió un microscopio de su abuela, al que rápidamente conectó una cámara, y con la que fotografió los músculos de la pierna de una cucaracha con un aumento de 150 veces. El joven Vishniac usó este microscopio extensamente, viendo y fotografiando todo lo que pudo encontrar, desde insectos muertos a escamas de animales, a polen y protozoos.
Hasta la edad de diez años, Vishniac tuvo una educación en el hogar, luego de los diez a diecisiete años, asistió a una escuela privada en la que ganó una medalla de oro para una beca. A partir de 1914, pasó seis años en el Instituto Shanyavsky (ahora Universidad Estatal Rusa de Humanidades) en Moscú. En el Instituto estudió zoología. Como estudiante de posgrado, trabajó con el prestigioso biólogo Nikolai Koltzoff, experimentando con la inducción de  metamorfosis en axolotl, una especie de salamandra acuática. Si bien sus experimentos fueron un éxito, Vishniac no pudo publicar un artículo detallando sus hallazgos debido al  caos en Rusia y sus resultados finalmente se duplicaron de forma independiente. A pesar de esto, siguió un curso de medicina de tres años.

### Berlín
En 1918, la familia inmediata de Vishniac se mudó a Berlín debido al antisemitismo impulsado por los levantamientos de izquierda contra los bolcheviques. Roman los siguió y, poco después de llegar, se casó con Luta (Leah) Bagg, quien dio a luz a dos hijos, Mara y Wolf. En su tiempo libre, estudió  Arte del Lejano Oriente en la Universidad de Berlín. Vishniac investigó endocrinología y óptica e hizo algunas fotografías. En Berlín, también inició su carrera de hablar en público uniéndose al Salamander Club, en el que solía dar conferencias sobre  naturalismo.
En 1935, cuando el el antisemitismo estaba creciendo en Alemania, el Comité de Distribución Conjunta Judía (estadounidense) en Europa Central le encargó a Vishniac que fotografiara las comunidades judías en Europa del Este. como parte de una campaña de recaudación de fondos para ayudar a apoyar a estas comunidades pobres. Vishniac reveló e imprimió estas imágenes en el cuarto oscuro de su apartamento de Berlín. Se realizaron más viajes a Europa del Este entre 1935 y 1938, nuevamente a instancias del JDC. Vishniac usó una cámara  Leica y una Rolleiflex en sus fotografías . En 1939, su esposa e hijos se mudaron a Suecia para quedarse con los padres de Luta, lejos de la hostil Alemania. Conoció a sus padres en Niza ese verano.
Vishniac viajó a París a finales del verano de 1940, y fue arrestado por la policía de  Marshal Pétain e internado en Camp du Ruchard, un  campo de deportación en Indre-et- Loira. Esto ocurrió porque Letonia, de la que era ciudadano, había sido subsumida en la Unión Soviética y Vishniac era considerado un "apátrida". Después de tres meses, como resultado de los esfuerzos de su esposa y la ayuda del JDC, obtuvo una  visa que le permitió escapar vía Lisboa a los Estados Unidos con su familia. Su padre se quedó atrás y pasó la guerra escondido en Francia; su madre murió de cáncer en 1941 mientras aún estaba en Niza.

### Nueva York
La familia Vishniac huyó de Lisboa a la ciudad de Nueva York en 1940, llegando en la víspera de Año Nuevo. Vishniac trató de conseguir un trabajo, pero fracasó: "Para mí, fue un momento de distracción y miedo". Era multilingüe, hablaba al menos alemán, ruso y Yidis, pero aún no podía hablar nada de inglés y por lo tanto había un momento difícil. Se las arregló para hacer algunos trabajos de retrato con clientes en su mayoría extranjeros; pero el negocio iba mal. Fue durante este tiempo, en 1942, cuando tomó uno de sus retratos más famosos, el de Albert Einstein. Llegó a la casa de Einstein en Princeton, Nueva Jersey, ingresando al estudio del científico con la artimaña de traer saludos de amigos mutuos en Europa, y lo fotografió mientras el científico no le prestaba atención, ocupado en sus pensamientos. Más tarde, Einstein llamó a este retrato su favorito.
En 1946, Vishniac se divorció de Luta y al año siguiente se casó con Edith Ernst, una vieja amiga de la familia. Unos años más tarde, dejó el retrato y pasó a trabajar como autónomo en el campo de la fotomicroscopía.
Una vez en los Estados Unidos, Vishniac intentó desesperadamente ganarse la simpatía de los judíos empobrecidos de Europa del Este. Cuando su trabajo se exhibió en Teachers College, Columbia University en 1943, le escribió a Eleanor Roosevelt (primera dama en ese momento), pidiéndole que visitara la exhibición, pero ella no lo hizo. También envió algunas de sus fotografías al presidente Franklin D. Roosevelt, por lo que fue amablemente agradecido.
De las 16.000 fotografías tomadas en Europa del Este por Vishniac, sólo 2.000 llegaron a América. La mayoría de estos negativos fueron cuidadosamente escondidos por Vishniac y su familia, otros fueron introducidos clandestinamente por el buen amigo de Vishniac, Walter Bierer, a través de Cuba. En las propias palabras del fotógrafo,

Cosí algunos de los negativos en mi ropa cuando llegué a los Estados Unidos en 1940. La mayoría de ellos se quedaron con mi padre en Clermont-Ferrand, una pequeña ciudad en el centro de Francia. Sobrevivió allí, escondido. Ocultó los negativos debajo de las tablas del suelo y detrás de los marcos de fotos.

### Vida tardía

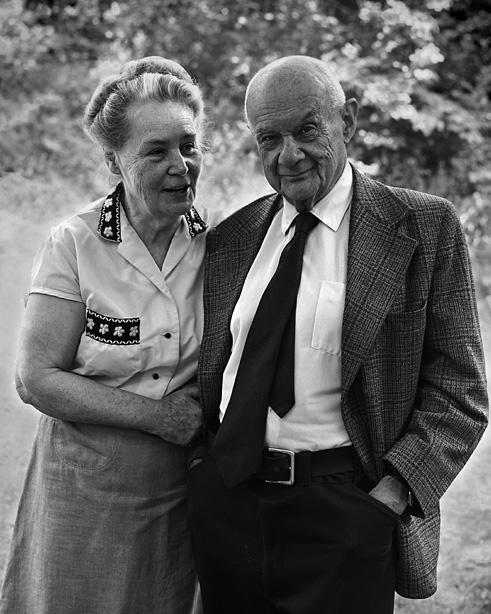
Roman y Edith Vishniac en 1977

Incluso cuando creció, Vishniac era muy activo. En 1957, fue nombrado investigador asociado en el Albert Einstein College of Medicine y en 1961 fue ascendido a "profesor de educación biológica". A sus 78 años, Vishniac se convirtió en "Chevron Professor of Creativity" en el Instituto Pratt (donde impartió cursos sobre temas como la filosofía de la fotografía). Durante este tiempo vivió en el Upper West Side de Manhattan con su esposa Edith, enseñando, fotografiando, leyendo y coleccionando artefactos. Los artículos de su colección incluían un Buda del siglo XIV, tapices, espadas japonesas, varios microscopios antiguos, mapas antiguos valiosos y libros venerables. Enseñó Arte asiático y  arte Ruso, filosofía general y religión en la ciencia, específicamente temas judíos, ecología, numismática, fotografía y ciencia general en Universidad de la Ciudad de Nueva York, Universidad Case de la Reserva Occidental y en varias otras instituciones.

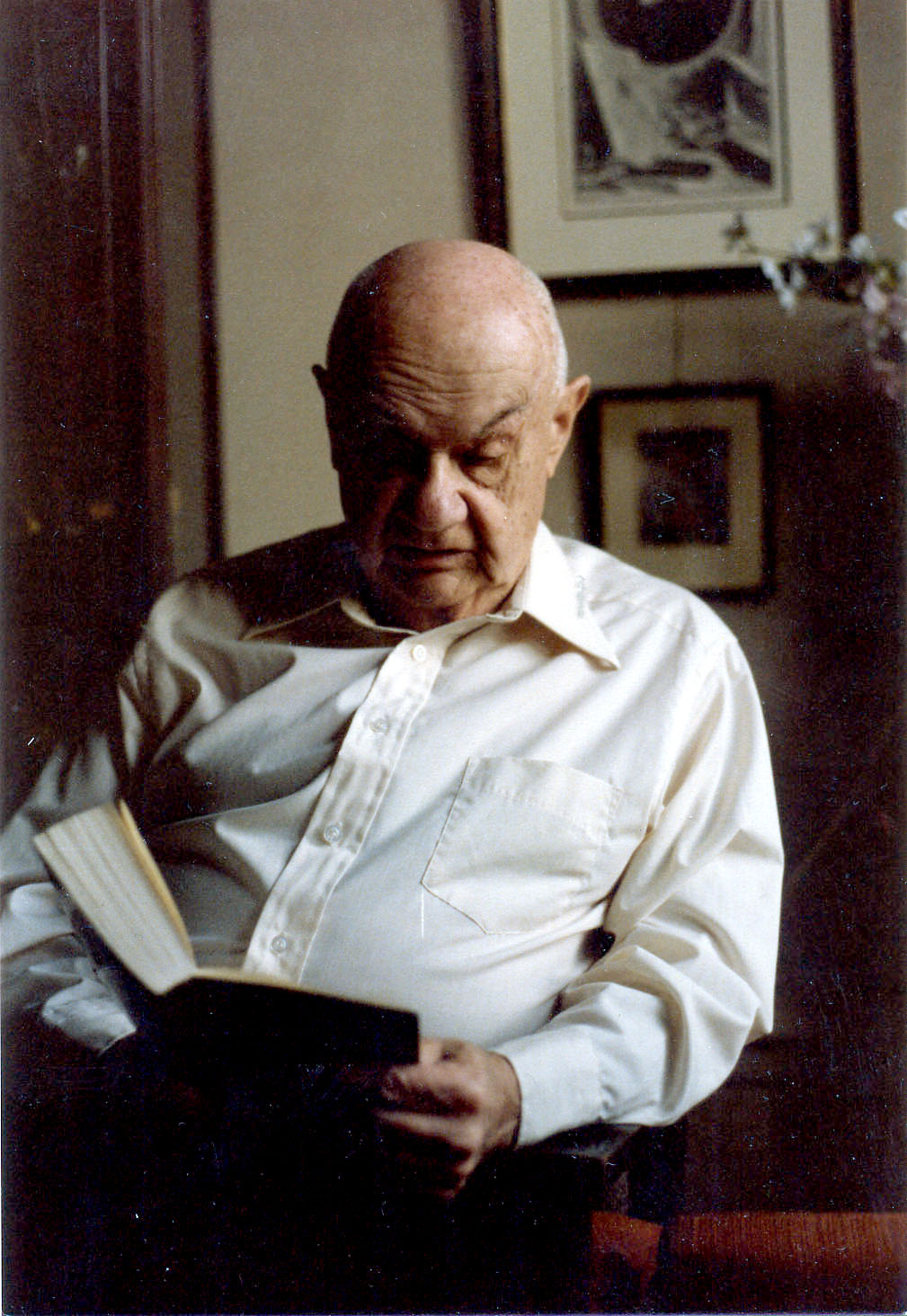
Vishniac, en 1981 por Daniel J. Krellenstein

Durante su vida, Vishniac fue tema y creador de muchas películas y documentales; la más famosa de las cuales fue la serie Living Biology. Este consistió en siete películas sobre biología celular;  órganos y  sistemas; embriología; evolución; genética; ecología; botánica; el mundo animal; y el mundo  microbianos. Fue financiado por una subvención de la Fundación Nacional de Ciencias.
Vishniac recibió un doctorado honorario de la Escuela de Diseño de Rhode Island, Columbia College of Art y California College of Art,
Durante su vida, Vishniac fue tema y creador de muchas películas y documentales; la más famosa de las cuales fue la serie Living Biology. Este consistió en siete películas sobre biología celular;  órganos y  sistemas; embriología; evolución; genética; ecología; botánica; el mundo animal; y el mundo  microbianos. Fue financiado por una  subvención de la National Science Foundation.
Vishniac recibió un doctorado honorario de la Escuela de Diseño de Rhode Island, Columbia College of Art y California College of Art, antes de su muerte por cáncer de colon el 22 de enero de 1990.

## Fotografía

### En Europa Central y Oriental

#### 1935-1939
Vishniac es conocido por sus fotografías dramáticas de judíos pobres y piadosos en las ciudades y  shtetl ach  de Europa del Este. El Comité Judío Americano de Distribución Conjunta como parte de una iniciativa de recaudación de fondos, pero Vishniac tenía un interés personal en este tema. Viajó de Berlín a los guetos de Polonia, Rumania, Checoslovaquia y Lituania entre 1935 y 1938, así como trabajando para el Comité.
Mientras estaba de gira por Europa, Vishniac se hizo pasar por un vendedor de telas ambulante, buscando ayuda donde podía y sobornando a cualquiera que se interpusiera en su camino. Durante su gira por Europa del Este (1935-1939), la policía lo arrestaba a menudo por tomar estas fotografías, a veces porque se pensaba que estaba espiando. Más tarde, cuando se publicó, estas fotografías lo hicieron lo suficientemente popular como para que su trabajo se exhibiera como exposiciones individuales en la Universidad de Columbia, el Museo Judío de Nueva York, el Centro Internacional de Fotografía  y otras instituciones similares.
Vishniac afirmó que había tomado 16 000 fotos en este período, cada una, una toma sincera, pero la veracidad de estas afirmaciones ha sido cuestionada por la investigación de Maya Benton, curadora del Centro Internacional de Fotografía. Para fotografiar pequeñas aldeas en estas montañas, Vishniac afirmó que llevaba equipo pesado (Leica, Rolleiflex, cámara de cine, trípodes), 52 kilogramos según su estimación, en su espalda, subiendo caminos empinados, caminando muchos kilómetros. Vishniac capturó a miles de judíos empobrecidos en una película, "...para preservar, al menos en imágenes, un mundo que pronto podría dejar de existir".
Cuando usaba una Leica para tomas en interiores, Vishniac a veces traía una lámpara de queroseno (visible en algunos de sus trabajos) si no había luz suficiente, mantenía la espalda pegada a la pared como apoyo y contenía la respiración. El Rolleiflex se usó principalmente para escenas al aire libre.
Roman Vishniac no solo quería preservar la memoria de los judíos; luchó activamente para aumentar la conciencia en Occidente del empeoramiento de la situación en Europa del Este. "A través de sus fotografías, trató de alertar al resto del mundo sobre los horrores [de la persecución nazi]", Mitgang. A fines de 1938, por ejemplo, se coló en Zbaszyn, un campo de concentración en  Alemania cerca de la frontera, donde los judíos esperaban la deportación a Polonia. Después de fotografiar el "cuartel sucio", como él lo describió, durante dos días, Escapó saltando desde el segundo piso por la noche y escabulléndose, evitando vidrios rotos y alambre de púas. Estas fotos fueron enviadas a la Sociedad de las Naciones en Ginebra para probar la existencia de tales campos.
Después de la muerte de Vishniac, salieron a la luz muchas fotos de la vida en Berlín tomadas entre 1920 y 1939. Algunos de estos negativos se encontraron al final de rollos de película dedicados al trabajo científico. En 2005 se montó una exposición de las fotos de Berlín de Vishniac en el Museo Judío de Berlín, y se publicó un libro de las fotos.

#### Estilo
Las fotografías de Vishniac de la década de 1930 son todas de un estilo muy distinto; todos están enfocados en lograr el mismo fin: capturar la cultura única de los guetos judíos en Europa del Este, especialmente los religiosos y los empobrecidos. Sus imágenes publicadas se centran principalmente en estas personas, generalmente en grupos pequeños, en su vida diaria: muy a menudo estudiando (generalmente textos religiosos), caminando (muchas veces en condiciones climáticas adversas) y, a veces, simplemente sentado; curioso. Las escenas son dramáticas: "Apenas hay un atisbo de sonrisa en ninguno de los rostros. Los ojos nos miran con sospecha desde detrás de las ventanas abatibles antiguas y por encima de la bandeja de un vendedor ambulante, desde aulas abarrotadas y esquinas desoladas. " Gene Thornton, escritor de The New York Times, los llamó "sombríos con la pobreza y con la luz gris del invierno europeo".

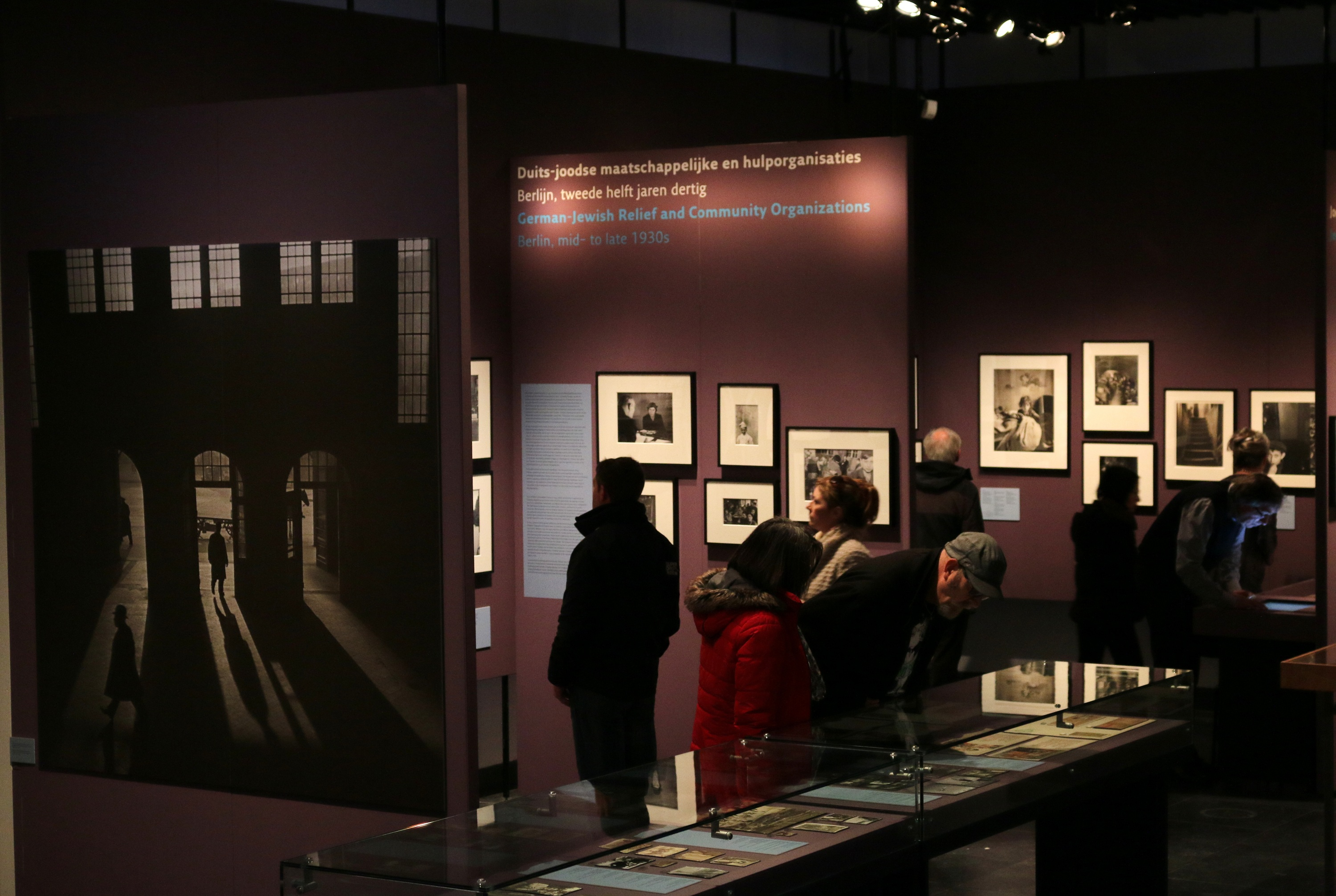
La exposición de fotos de Roman Vishniac en el Museo Histórico Judío de Ámsterdam, 2014

Estas imágenes, todas en blanco y negro, se hicieron con la luz disponible o, a veces, con una linterna, pero son "increíblemente nítidas con una sorprendente profundidad de campo". De hecho, "Hay un realismo granulado en el estilo fotográfico de Vishniac. Casi podemos tocar las texturas toscas de abrigos y chales; las capas de tela que usa la gente parecen más relacionado con la corteza de los árboles que con el traje de lana bien planchado que lleva un transeúnte elegante ocasional ". Vishniac es conocido por haber exagerado al componer las leyendas de sus fotografías, y en algunos casos puede haber inventado las historias detrás de ellos.

#### Impacto
Las fotografías de Vishniac de este período son ampliamente elogiadas y están en exhibición permanente en muchos museos. Edward Steichen coloca sus fotografías anteriores al Holocausto, "entre los mejores documentos fotográficos de una época y lugar".
Las fotografías de Vishniac han tenido un profundo efecto en la literatura del Holocausto y han ilustrado  muchos libros sobre los guetos judíos y el Holocausto. En el caso de Las únicas flores de su juventud, el drama de la fotografía inspiró a Miriam Nerlove a escribir una novela basada en la historia de la niña de la imagen.
Por este trabajo, Roman Vishniac ha recibido el Premio Conmemorativo de la "Sociedad Estadounidense de Fotógrafos de Medios" en 1956. "Un Mundo Desaparecido" ha ganado el "Premio Nacional del Libro Judío" en la categoría de artes visuales en 1984; "Las únicas flores de su juventud" se consideró "más impresionante" en el Salón Internacional de Fotografía de Singapur en Lucerna en 1952; y el Gran Premio de Arte en Fotografía, New York Coliseum.
En 1955 Edward Steichen seleccionó tres de las fotografías de Europa del Este de Vishniac; de niños en un Cheder en Slonim (1938), de niños y una mujer en Lublin (1937), para el Museo de Arte Moderno gira mundial The Family of Man que fue vista por 9 millones de visitantes, acompañada de un catálogo que nunca ha estado agotado.

#### Crítica
Ha habido críticas al trabajo de Vishniac, centrándose en la falta de diversidad de sus temas en su trabajo de Europa del Este y la calidad de su composición. Se ha argumentado que también debería haber fotografiado a los judíos más ricos, además de a los judíos pobres en los guetos. Thornton criticó sus fotografías por sus cualidades poco profesionales, citando "errores de enfoque y accidentes de diseño, como cuando una tercera pierna y un pie inexplicables sobresalen del abrigo largo de un erudito apresurado".
Cuando la curadora fotográfica Maya Benton comenzó a catalogar los negativos de Vishniac para el archivo del Centro Internacional de Fotografía, notó que, en su libro "A Vanished World", Vishniac yuxtaponía fotos para contar historias y escribía leyendas que no fueron respaldados por el material. En la extensión final del libro, por ejemplo, hay una foto de un hombre mirando a través de una puerta de metal; en la página opuesta, un niño se señala el ojo con el dedo. La leyenda de Vishiniac dice: "El padre se esconde de los Endecy (miembros del Partido Nacional Democrático). Su hijo le indica que se están acercando. Varsovia, 1935-1938". En la parte delantera del libro, se lee un comentario adicional: "Los pogromshchiki" (pogrom lynch mob) "están llegando. Pero la puerta de hierro no era una protección". La investigación de Benton encontró que las fotos eran de diferentes rollos de película, tomadas en diferentes ciudades, por lo que la escena descrita en el libro "casi con certeza no sucedió".
De manera similar, Benton descubrió negativos que mostraban a la niña seria representada en Las únicas flores de su juventud, quien Vishniac había afirmado que no tenía un par de zapatos, sonriendo y usando zapatos..
Michael di Capua, quien editó el texto de Vishniac para  A Vanished World , ha dicho que se sintió inquieto mientras compilaba el texto, ya que había tanta información sin fundamento. Benton también sugirió que los términos de Vishniac's comisión del Comité Judío Americano de Distribución Conjunta —para fotografiar "no la plenitud de la vida judía de Europa del Este sino sus rincones más necesitados y vulnerables para un proyecto de recaudación de fondos"— lo había llevado a enfatizar demasiado los pobres, comunidades religiosas en "Un mundo desaparecido".

### Fotomicroscopía y biología

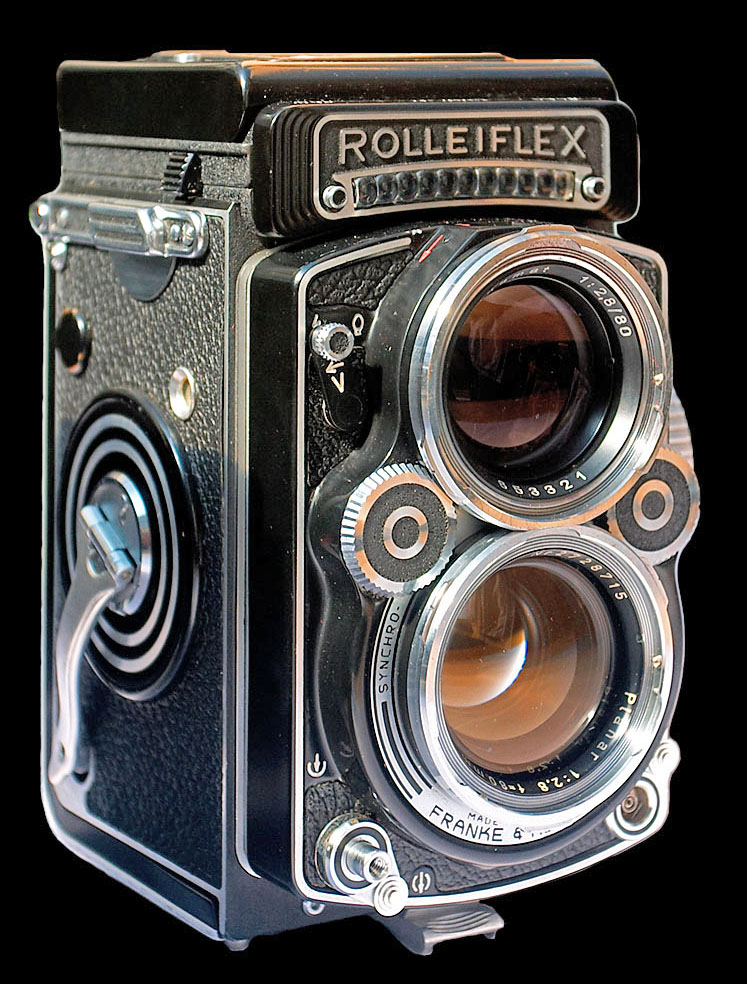
Antiguo modelo de la cámara Rolleiflex como la que utilizó Vishniac en Europa del Este

Además de la fotografía sincera por la que es más conocido, Vishniac trabajó intensamente en el campo de fotomicroscopía, (específicamente microscopía de interferencia y cinemicroscopía). Se especializó en fotografiar insectos vivos y tenía talento para organizar los especímenes en movimiento en "las poses correctas", según Philippe Halsman, expresidente de la Sociedad Estadounidense de Fotógrafos de Revistas. Sobre el tema de la habilidad de Vishniac en fotomicroscopía, Halsman dijo que él era, "un tipo especial de genio". Trabajó con todo tipo de especímenes, desde protozoos, hasta luciérnagas a aminoácidos. El trabajo de Vishniac en fotomicroscopía fue, y es, muy apreciado en el campo. Durante tres años consecutivos, comenzando en 1952, ganó el premio Best-of-the-Show de la "Biological Photographic Association" en Nueva York.
Uno de los esfuerzos más famosos de Roman Vishniac en el campo de la fotomicroscopía fueron sus revolucionarias fotografías desde el interior del ojo de una luciérnaga, detrás de 4600 diminutos ommatidia, dispuestos de forma compleja. Además, estaban las imágenes tomadas en la escuela de medicina de la Universidad de Boston de la sangre circulante dentro de la mejilla de un hámster. Vishniac inventó nuevos métodos para la fotografía con interrupción de luz y la fotomicroscopía en color. Su método de coloración, (desarrollado en la década de 1960 y principios de la de 1970) utiliza luz polarizada para penetrar ciertas formaciones de  estructura celular y puede mejorar en gran medida el detalle de una imagen.
En el campo de la biología, Vishniac se especializó en microbiología marina, fisiología de ciliadoss, sistema circulatorios en plantas unicelulares y endocrinología (de su trabajo en Berlín) y metamorfosis. A pesar de su aptitud y logros en el campo, la mayor parte de su trabajo en biología fue secundario a su fotografía: Vishniac estudió la anatomía de un organismo principalmente para fotografiarlo mejor. Además de experimentar con la metamorfosis de axolotl, también investigó la  morfología de cromosomas en 1920: ambos en Berlín. Como biólogo y filósofo en 1950, planteó la hipótesis del origen polifilético, una teoría de que la vida surgió de reacciones  bioquímicas múltiples e independientes, engendrando vida multicelular. Como filósofo, "desarrolló principios de filosofía racionalista" en los años 50.

### Otra fotografía
Vishniac es notable por sus fotografías de apareamiento de insectos, lubina europea festejando y otras criaturas vivientes en plena animación. Con habilidad y paciencia, acechaba insectos u otras criaturas similares durante horas en los suburbios de la ciudad de Nueva York. Antes de comenzar la caza, permanecía acostado durante más de una hora en la hierba, frotándose con la flora cercana para oler menos artificial. Luego se acercaba graciosamente a su presa y enmarcaba pacientemente la escena con una Cámara réflex equipada con un tubo de extensión. Incluso se había entrenado a sí mismo para contener la respiración hasta por dos minutos, para poder tomarse su tiempo y no perturbar la exposición lenta de las imágenes.
Los temas de Vishniac variaron a lo largo de su vida. A veces, se concentraba en documentar la vida cotidiana, como en Berlín, y más tarde pintura de retratos, haciendo famosos retratos de Albert Einstein y Marc Chagall. También fue un pionero en time-lapse, en la que trabajó desde 1915 hasta 1918, y nuevamente más tarde en su vida.

## Religión y filosofía
Roman Vishniac siempre tuvo fuertes lazos con su ascendencia, especialmente el aspecto judío de la misma, "Desde la más tierna infancia, mi principal interés fueron mis ancestros". Era un  sionista y un gran simpatizante de los judíos que habían sufrido a causa del antisemitismo, "Oh, sí, podría ser profesor de antisemitismo ”, afirmando también entonces que tenía ciento un parientes que murieron durante el Holocausto. Una famosa foto suya ("en la foto de la derecha") de una tienda en Berlín que vende dispositivos para separar judíos y no judíos por la forma de una calavera fue utilizada por él para criticar la pseudociencia de los antisemitas alemanes.
Vishniac asoció gran parte de su trabajo con la religión, aunque no específicamente con el judaísmo. “La naturaleza, Dios, o como quieras llamar el creador del Universo, llega a través del microscopio de manera clara y contundente”, comentó un día en su laboratorio.
Viviendo con el recuerdo de las dificultades, Vishniac era "un absoluto  optimista lleno de tragedia. Su humanismo no es solo para los judíos, sino para todos los seres vivos". Probablemente creía en Dios o en algún concepto similar, pero no era confesional y no se adhería estrictamente a los principios de ninguna religión. Incluso chocó con  Judíos ortodoxos en un caso bien conocido: los judíos religiosos que conoció en su viaje por Europa no se dejaron fotografiar, citando la Biblia y su prohibición de hacer  imágenes grabadas. La famosa respuesta de Vishniac fue: "la Torá existió durante miles de años antes de que se inventara la cámara".
Vishniac era conocido por tener un gran respeto por todas las criaturas vivientes. Siempre que era posible, devolvía un espécimen a su lugar exacto antes de que fuera capturado y una vez "(prestó) su bañera a unos renacuajos durante semanas hasta que pudo devolverlos a su estanque". De acuerdo con esta filosofía, fotografió casi exclusivamente sujetos vivos.

## Publicaciones
| Año  | Título | Notas | Fuentes       |
| ---- | --- | --- | ------------- |
| 1947 | Polish Jews: A Pictorial Record (Judíos polacos: un registro pictórico) | Polish Jews mostró 31 imágenes de la vida y el carácter de estas personas "enfatizando el lado espiritual de la vida de los sujetos y ... no incluyó ninguna de las imágenes que [Roman Vishniac] tomó para enfatizar la lucha económica en la que los judíos estaban comprometido".; Ensayo de Abraham Joshua Heschel. | [ 27 ]        |
| 1947 | Die Farshvundene Velt: Idishe shtet, Idishe mentshn. (El mundo desaparecido: ciudades judías, pueblo judío)                                                                             | Editado por Raphael Abramovitch; título, texto y leyendas en inglés y yiddish; incluye fotografías de R. Vishniac, A. Kacyzna, M. Kipnis y otros. Primera edición de la historia pictórica gráfica más antigua y más completa de la vida judía al comienzo de la era nazi.                                              | [ 38 ] [ 39 ] |
| 1955 | Spider, Egg and Microcosm: Three Men and Three Worlds of Science (Araña, huevo y microcosmos: tres hombres y tres mundos de la ciencia)                                                 | Publicado por Eugene Kinkead; Los tres hombres eran Petrunkevitch, Romanoff y Vishniac | [ 1 ]         |
| 1956 | This Living Earth (Nature Program) (Esta Tierra Viva (Programa de la Naturaleza)) | Publicado por N. Doubleday | [ 40 ]        |
| 1957 | Mushrooms (Nature Program) (Hongos (Programa Naturaleza)) | Preparado con la cooperación de la Sociedad Nacional Audubon; Publicado por N. Doubleday | [ 41 ]        |
| 1959 | Living Earth (Tierra viva) | Dibujos de Louise Katz; Tema: Soil biology | [ 42 ]        |
| 1969 | A Day of Pleasure: Stories of a Boy Growing Up in Warsaw (Un día de placer: historias de un niño que crecía en Varsovia)                                                                | Escrito por Isaac Bashevis Singer | [ 43 ]        |
| 1971 | Building Blocks of Life: Proteins, Vitamins, and Hormones Seen Through the Microscope (Componentes básicos de la vida: proteínas, vitaminas y hormonas vistas a través del microscopio) | Publicado por Charles Scribner's Sons | [ 1 ]         |
| 1972 | The Concerned Photographer 2 (El fotógrafo preocupado 2) | Grossman Publishers; Editado por Cornell Capa, texto por Michael Edelson; en cooperación con Centro Internacional de Fotografía | [ 1 ]         |
| 1974 | Roman Vishniac | del Centro Internacional de Fotografía | [ 1 ]         |
| 1983 | A Vanished World (Un mundo desaparecido) | Prólogo de Elie Wiesel; esta versión es significativamente diferente de la versión original de 1947, siendo completamente rehecha y con muchas menos fotografías. Esta es probablemente la colección más conocida de Vishniac y de forma independiente ha contribuido más a su popularidad.                             | [ 44 ]        |
| 1985 | Roman Vishniac | por Darilyn Rowan, publicado en la Escuela de Arte de Arizona State University. | [ 45 ]        |
| 1993 | To Give them Light: The Legacy of Roman Vishniac (Para darles luz: el legado de Roman Vishniac)                                                                                         | Nota biográfica de Mara Vishniac Kohn, editada por Marion Wiesel | [ 7 ]         |
| 1993 | Roman Vishniac: The Platinum Prints (Roman Vishniac: Las impresiones de platino) | del Centro Internacional de Fotografía | [ 46 ]        |
| 1999 | Children of a Vanished World (Niños de un mundo desaparecido) | Editado por Mara Vishniac Kohn y Hartman Flacks | [ 16 ]        |
| 2005 | Roman Vishniac's Berlin (El Berlín de Roman Vishniac) | Editado por James Howard Fraser, Mara Vishniac Kohn y Aubrey Pomerance para Museo Judío de Berlín | [ 47 ]        |
| 2015 | Roman Vishniac Rediscovered (Roman Vishniac Redescubierto) | Editado por Maya Benton para Centro Internacional de Fotografía | [ 48 ]        |

Para obtener una lista más completa de publicaciones de y sobre Roman Vishniac, consulte las páginas 94 y 95 de Roman Vishniac publicado por Centro Internacional de Fotografía y el archivo de la Biblioteca del Congreso.

## Grandes exposiciones
| Año       | Lugaer | Notas | Fuentes              |
| --------- | --- | --- | -------------------- |
| 1943      | Escuela de profesores, Columbia University, Nueva York | Muestra individual de fotografías de judíos empobrecidos de Europa del Este | [ 1 ] [ 15 ]         |
| 1962      | Galería IBM, Nueva York | Muestra individual; "A través del espejo" | [ 1 ]                |
| 1971      | Museo Judío de Nueva York, Nueva York | "The Concerns of Roman Vishniac "; la primera muestra completa de la obra de Vishniac, producida por Centro Internacional de Fotografía                                                                                                  | [ 1 ]                |
| 1972–1973 | Galería de arte de la Universidad de Albany; La Galería de Arte Corcoran, Washington D. C.; Biblioteca pública de Nueva Jersey, Fair Lawn; Museo Kol Ami, Los Ángeles; Museo Judaica, Phoenix, Arizona                                                                                                | "Las preocupaciones de Roman Vishniac" circuló por los Estados Unidos por el PCI. Esta exposición fue probablemente una continuación de la última en el Museo Judío; sin embargo, aparece como una producción separada en Roman Vishniac | [ 1 ]                |
| 1993      | Centro Internacional de Fotografía, Nueva York | "Hombre, naturaleza y ciencia, 1930–1985" | [ 10 ]               |
| 2001      | Spertus Museum, Chicago | 50 fotografías de Vishniac de "Niños romanos de Vishniac de un mundo desaparecido"; Mara Vishniac Kohn oradora invitada | [ 17 ]               |
| 2005–2007 | Museo Judío de Berlín, Instituto Goethe (Nueva York) | Título: "El Berlín de Roman Vishniac"; exhibiendo 90 imágenes en Berlín, algunas nunca antes vistas por el público. | [ 13 ] [ 49 ] [ 50 ] |
| 2013–2016 | Centro Internacional de Fotografía, Nueva York, Museo de Arte Fort Lauderdale, Museo Histórico Judío, Ámsterdam, Museo de Arte y de Historia del Judaísmo, París, Museo POLIN de Historia de los Judíos Polacos, Varsovia, Museo de Bellas Artes de Houston, Museo Judío Contemporáneo, San Francisco | Título: "Roman Vishniac redescubierto"; Exposición retrospectiva de todo el trabajo de Vishniac, incluido un trabajo nunca antes visto.                                                                                                  | [ 51 ]               |

### Organizaciones
- Centro Internacional de Fotografía — Dueño de los derechos de autor de las obras romanas.
- American Jewish Joint Distribution Committee — Originalmente encargó los viajes de Vishniac a Europa del Este.

### Fotografía
- Time-lapse — Técnica iniciada por Vishniac.
- Fotografía documental

### Gente
- Wolf V. Vishniac — Hijo,  microbiólogo, murió en 1973 durante una expedición a la Antártida.
- Ethan Vishniac — Nieto de Roman, hijo de Wolf, editor del  Astrophysical Journal .
- Mark Vishniak – Primo hermano, político, abogado, historiador, editor Time Magazine.
- Cornell Capa — Fundador de Centro Internacional de Fotografía.
- Alter Kacyzne — Un contemporáneo de Vishniac, que fotografió temas similares. Murió en un pogromo ucraniano en 1941.